# Gerster Árpád
Gerster Árpád Géza Károly (Kassa, Abaúj vármegye, 1848. december 22. — New York, 1923. március 11.) magyar származású híres New York-i szülész- és sebészorvos, egyetemi tanár, az amerikai magyarok jeles közéleti személyisége.

## Életpályája
Apja honvéd volt a magyar szabadságharcban, nagybátyja, Gerster Antal a magyar szabadságharc honvédőrnagya, később az amerikai polgárháború mérnökkari tisztje volt. Húga, Gerster Etelka szopránénekesnő, aki többször működött New Yorkban is. Gerster Árpád gimnáziumi tanulmányait a kassai premontrei rend jeles tanárainál végezte. Orvosi tanulmányokat a Bécsi Egyetemen folytatott, ide 17 éves korában, 1866-ban iratkozott be, 1872-ben orvosdoktori, sebészeti és szülészeti szakképesítést szerzett. Önkéntes katonai szolgálatot alorvosi beosztásban a bécsi 2. számú katonai kórház sebészeti osztályán teljesített 1872. október 1. és 1873. október 1. közt. Németországi útja után 1874-ben Amerikába emigrált, 1874 márciusában érkezett New Yorkba.

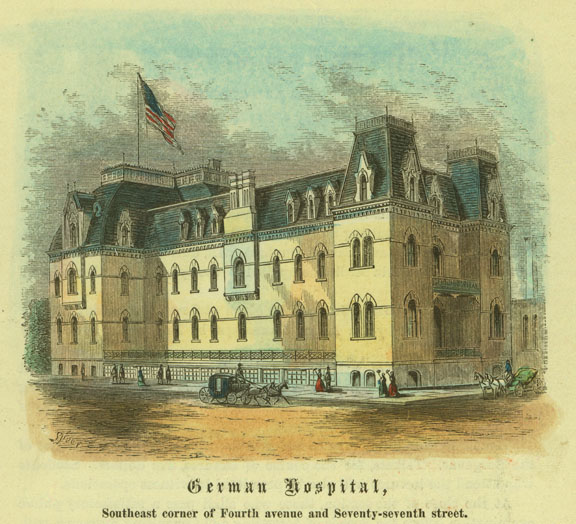
A New York-i német kórház, 1868

1878-ban a New York-i német kórház (German Hospital, ma Lenox Hill Hospital, Manhattan), majd 1879-ben ugyancsak Mannhattanben a Mount Sinai Kórház sebésze lett. 1882-ben megválasztották a New York-i Polyklinikai orvosi iskola sebészeti tanárának, 1894-ben vált meg ettől az intézménytől, emeritálták. A Columbia Egyetem (Columbia University, Manhattan közelében) 1910-ben nevezte ki sebészet tanárává, egyben itt a „Century Club” tagja 1890-től.
Bekapcsolódott az orvosi szakmai egyesületek tevékenységébe, s az amerikai magyarok közösségi fórumaiba, ez utóbbiak kapcsán elnöke volt tíz éven át a New York-i Magyar Társulatnak. Publikált Erdélyi Sz. Gusztáv Magyar Nemzetőr című lapjába. Nagyra becsülte e lap törekvéseit, és azt anyagilag is támogatta.  Szakmai munkásságára és tisztes közéleti tevékenységére felfigyeltek az Osztrák–Magyar Monarchiában is és 1894-ben kitüntették a Ferenc József Rend Lovag Keresztjével, de Gerster aztán ezt „megszégyellte”, s Ferenc Józsefnek visszaküldte, hallani sem akart osztrák-magyar intézményekről, ő Kossuth Lajos függetlenségi és szabadság eszméinek alapján állt. A kortárs közvetlen amerikai és magyarországi politikai csatározásoktól távol tartotta magát, de mindenütt ott volt, ahol segíthetett az amerikai magyaroknak. Nagy megbecsülésnek örvendett az amerikaiak körében is mint híres sebész, s mint olyan férfi, akinek nemes amerikaiasságában senki nem kételkedett, a magyar, a német nyelv mellett kitűnően beszélte az angol nyelvet.

## Magánélete
1875. december 15-én feleségül vette Wynne Barnard Annát. Házasságukból egy gyermek született, Gerster János Károly Árpád, aki szintén az orvosi pályára lépett.

## Kötete
- Recollection of a New York Surgeon. (Egy New York-i sebész visszaemlékezései.) New York; PB Hoober, 1917. 347 o. (angolul)

## Társasági tagságai
- New York-i Sebészeti Egyesület (elnök 1891-)
- Amerikai Sebészeti Egyesület (elnök 1911-)
- New York-i Magyar Társulat (elnök)
- Budapesti orvosi egylet (tag, 1891-)
- Németországi sebészeti társulat (tag, 1891-)